# Broscăuți
Broscăuți est une commune du județ de Botoșani en Roumanie.